# 卡顿 (阿拉巴马州)
卡顿（英文：Cottonwood），是美国阿拉巴马州下属的一座城市。面积约为5.77平方英里（约合14.95平方公里）。根据2010年美国人口普查，该市有人口1,289人，人口密度为223.28/平方英里（约合86.22/平方公里）。